# Rio Ciumfu Mic
O Rio Ciumfu Mic é um rio da Romênia, afluente do Bărbat, localizado no distrito de Hunedoara.